# Xã Clearfield, Quận Griggs, Bắc Dakota
Xã Clearfield (tiếng Anh: Clearfield Township) là một xã thuộc quận Griggs, tiểu bang Bắc Dakota, Hoa Kỳ. Năm 2010, dân số của xã này là 44 người.